# 北川理恵
北川 理恵（きたがわ りえ、1990年11月25日 - ）は、日本の歌手、ミュージカル女優。千葉県出身。
身長152cm（153cm）。血液型はB型。オフィス・エイツー所属。明治大学文学部文学科演劇学専攻卒。既婚。

## 人物
児童劇団大きな夢に入団していた。
10代の頃からミュージカルに出演し、2007年に『NHKのど自慢』（NHK総合・ラジオ第1）船橋大会に出場しチャンピオンとなる。
朝日放送（現：朝日放送テレビ）制作・テレビ朝日系列で、2015年2月1日から2016年1月31日まで放送されていたテレビアニメ『Go!プリンセスプリキュア』のエンディングテーマ「ドリーミング☆プリンセスプリキュア」「夢は未来への道」のボーカル、2016年2月7日から2017年1月29日まで放送されていた『魔法つかいプリキュア!』のオープニングテーマ「Dokkin♢魔法つかいプリキュア!」「Dokkin♢魔法つかいプリキュア！Part2」のボーカルをそれぞれ担当し、以後プリキュアシリーズにおいて7年にわたりテレビシリーズ5作品の主題歌や映画主題歌・挿入歌、イメージソング、『わんだふるぷりきゅあ!』『キミとアイドルプリキュア♪』の劇伴コーラスを担当している。
2023年9月1日、一般人の男性と結婚したことを自身のSNSにて発表した。仕事については今後も継続していくとしている。
2025年4月からは昭和音楽大学音楽学部音楽芸術表現学科声とことばの創造表現コースの非常勤講師を務める。

## 出演

### 舞台
- アニー（2005年 ほか） - ジュライ、未来のスター 役 ほか
  - アニークリスマスコンサート（2005年、2006年） - ジュライ 役
- フレンズ〜ガラクタ怪獣のなみだ〜（2006年） - アキラ 役 ※準主役
- 葉っぱのフレディ〜いのちの旅〜（2007年） - クリス 役 ほか
- プリンセス・バレンタイン（2008年） - ジュディ・バレンタイン 役 ※主演
- Into the Woods（2009年） - 赤ずきん 役
- 20th GIFT（2009年） - 里奈 役
- 雨に唄えば（2009年） - キャシー・セルデン 役
- NINE（2011年） - リリアン・ラ・フルール 役
- レ・ミゼラブル（2011年） - 少年1 役
- Little Women〜若草物語〜（2012年） - ジョー 役 ※主演
- Ordinary Days〜なにげない日々（2012年） - デイブ 役
- ミュージカルライブ〜trick or treat?（2012年） - アシスタントディレクター 役
- LIVE大泉学園in F（2012年）
- あいらぶみゅーじっくvol.6（2013年）
- 浅草みちくさライブvol.5（2013年）
- Collection of Musical（2013年）
- FAME（2013年） - セリーナ 役
- ザ・ビューティフル・ゲーム（2014年）
- ショウ・ボート（2014年）
- オフブロードウェイ・ミュージカル「bare」（2014年12月19日-28日） - ターニャ役[10]
- ミュージカル「手紙」（2016年1月25日-31日） - 白石由実子 役[11]
- オフブロードウェイ・ミュージカル「bare」（2016年6月30日-7月10日） - ターニャ役[12]
- ソングサイクル・ミュージカル『HOMEMADE FUSION』～ホームメイド・フュージョン～ (2016年12月9日-10日)[13]
- キャタック・ダンス・プラザ20周年記念公演「Dancing All The Way」ゲスト出演(シンガー)(2016年12月17日-18日)[14]
- キューティ・ブロンド（2017年3月21日-4月3日）シアタークリエ [15]
- BEFORE AFTER（2017年7月15日-16日）STAR PINE'S CAFE - エイミー 役 [16]
- ミュージカルコメディ「死神」(2017年、2018年) - 死神ロロ役[17]
- 屋根の上のヴァイオリン弾き（2017年、2018年） - ツァイテル婆さん 役 [18]
- ミュージカル 「マリオネット」(2018年5月16日-20日) 六行会ホール - ソフィー役 [19]
- マンザナ、わが町 (2018年9月7日 - 15日) 紀伊國屋ホール [20]
- FLAME〜ホシの導きとトキの哀しみ（2019年3月28日-31日）吉祥寺シアター - ラン役
- ハートスートラ（2019年5月22日-26日） 六行会ホール - みすず・スジャータ役
- 遮光器土偶デス・エクソダスVS夜明けの令和（2019年6月19日-23日）Geki地下Liberty
- ラ・マンチャの男（2019年9月-10月）フェルミナ役
- ミュージカル 「シャボン玉とんだ宇宙までとんだ」(2020年1月7日-2月2日) シアタークリエ - 和子役[21]
- 人間合格 (2020年8月18日) 御園座 - チェリー旗ほか7役 [22]
- 音楽劇「夜のピクニック」 (2020年10月1日-4日) 水戸芸術館ACM劇場 - 甲田貴子役
- 劇団らふ 旗揚げ公演「CHOICE」(2020年10月31日) 配信のみ - 立花凛役[23]
- 屋根の上のヴァイオリン弾き（2021年2月6日-3月1日）日生劇場 - ツァイテル婆さん役[18]
- ラ・マンチャの男（2022年2月6日-28日）日生劇場 - フェルミナ役[24]
- ミュージカル「オリバー!」(2021年10月7日-12月14日) 東急シアターオーブ、梅田芸術劇場 - シャーロット役[25]
- ミュージカル「スウィーニー・トッド フリート街の悪魔の理髪師」（2024年3月9月 - 30日）東京建物 Brillia HALL[26]
- ミュージカル「RUN TO YOU」（2024年8月31日-9月16日）ウインクあいち、COOL JAPAN PARK OSAKA TTホール、品川プリンスホテル ステラボール[27]
- ミュージカル「Bye Bye My Last Cut」（2024年11月1日-5日）Mixalive TOKYO Theater Mixa[28]

### ライブ・コンサート
- 2015年11月25日 おとぎうた第一話〜僕と私とあなたと君と（神楽坂TheGLEE）
- 2016年8月8日 魔法つかいプリキュア!サマステミラクルステージ（テレビ朝日・六本木ヒルズ 夏祭り SUMMER STATION、六本木ヒルズアリーナ）
- 2016年12月19日 大塚庸介トーク＆ライブ ゲスト出演（BLUE MOOD）[29]
- 2017年8月6日 キラキラ☆プリキュアアラモード ドリームステージ♪ 〜メチャまぜ♡キラパティレビュー〜（岸和田市立浪切ホール）
- 2017年8月27日 プリキュア♪サマーライブ！（梅田芸術劇場シアタードラマシティ）
- 2017年10月7日 キラキラ☆プリキュアアラモードLIVE2017 スウィート☆デコレーション（かつしかシンフォニーヒルズモーツァルトホール）
- 2018年7月20日-22日 歌ものがたり『Shiro』四谷天窓[30]
- 2018年7月29日 HUGっと!プリキュア LIVE2018 ライブ・フォー・ユー!! (品川プリンス ステラボール）[31]
- 2019年1月20日 プリキュア15周年AnniversaryLIVE 〜15☆Dreams Come True!〜（中野サンプラザ）
- 2021年10月2日 Dance Dance Dance @ YOKOHAMA 2021「横浜ダンスパラダイス」『トロピカル～ジュ！プリキュア』スペシャルステージ（クイーンズスクエア横浜クイーンズサークル）[32][33][34]
- 2023年3月25日 Machico♡プリキュアのうた! リリース記念! バースデースペシャルトーク&ライブ（渋谷WWW[35]）
- 2023年7月1日 プリキュアシンガーズ　Premium LIVE HOUSE Circuit！vol.1 ＜2019-2023 Newest 5 Years ～広島公演～＞（BLUELIVE HIROSHIMA[36]）
- 2023年8月5日 プリキュアシンガーズ　Premium LIVE HOUSE Circuit！vol.2 ＜2009-2018 Middle 10 Years ～大阪公演～＞（umeda TRAD[36]）
- 2023年8月26日 Animelo Summer Live 2023 -AXEL-（さいたまスーパーアリーナ[37]）
- 2023年10月21日 ひろがるスカイ!プリキュアLIVE2023 Hero Girls Live 〜Max!Splash!GoGo!〜（パシフィコ横浜国立大ホール[38][39]）
- 2024年1月20日・21日 全プリキュア 20th Anniversary LIVE!（横浜アリーナ[40]）
- 2024年10月12日 わんだふるぷりきゅあ!LIVE2024 FUN☆FUN☆えぼりゅーしょん!（KT Zepp Yokohama[41]）

### アニメ
- Go!プリンセスプリキュア（2015年）- クロロの友だち 役 ※ゲスト出演
- 魔法つかいプリキュア!（2016年）- デンポッポ 役 ※ゲスト出演

### テレビ
- ニンゲン観察バラエティ モニタリング（2021年8月12日、TBS）※ゲスト出演[42]

### ラジオ
- 吉田仁美のプリキュアラジオ キュアキュア♡プリティ（2015年1月17日・24日、朝日放送ラジオ）※礒部花凜と出演

### その他
- 玉川警察署 一日警察署長 (2021年3月16日)[43]

## 作品

### 配信シングル
- バイバイメリーゴーラウンド（2021年7月27日、オフィス・エイツー[44]）
- 足跡ノスタルジー（2021年9月23日、オフィス・エイツー[45]）
- まるっとゆるして前のめって（2021年11月12日、オフィス・エイツー）
- ずっと隣でお似合いで（2022年1月26日、オフィス・エイツー）

### プリキュアシリーズ関連作品
以下の作品はすべて、マーベラスからリリースされている。
- 『Go!プリンセスプリキュア』エンディングテーマ「ドリーミング☆プリンセスプリキュア」「夢は未来への道」
- 『Go!プリンセスプリキュア』 ボーカルアルバム1「ドリームガーデン」
- 『Go!プリンセスプリキュア』 ボーカルアルバム2「夢の世界へ」
- 『魔法つかいプリキュア!』オープニングテーマ「Dokkin♢魔法つかいプリキュア！」/「Dokkin♢魔法つかいプリキュア！Part2」
- 『魔法つかいプリキュア!』 ボーカルアルバム「リンクル☆メロディーズ」
- みんなで歌おうプリキュアパーティー!「プリキュア☆彡ハロウィンカーニバル!」
- 『映画 プリキュアドリームスターズ!』オープニングテーマ「桜MISSION〜プリキュアリレーション〜」
- 『キラキラ☆プリキュアアラモード』 ボーカルアルバム キュアラモード☆アラカルト「おっかしーなパティスリー」
- 『映画 プリキュアスーパースターズ!』オープニングテーマ「明日笑顔になぁれ!」
- 『HUGっと!プリキュア』 ボーカルアルバム パワフル♥エール「Go! Go! GO分咲き女の子」
- 『スター☆トゥインクルプリキュア』オープニングテーマ「キラリ☆彡スター☆トゥインクルプリキュア」
- 『映画 プリキュアミラクルユニバース』エンディングテーマ「WINくる!プリキュアミラクルユニバース☆」
- 『スター☆トゥインクルプリキュア』 イメージソングファイル「Five Colors」
- 『スター☆トゥインクルプリキュア』 ボーカルベスト「Starry Story」
- 『ヒーリングっど♥プリキュア』 オープニングテーマ「ヒーリングっど♥プリキュア Touch!!」
- 『ヒーリングっど♥プリキュア』 ボーカルアルバム 〜Voice of life〜「かえりたい場所」「ふたごの目玉焼き、だ〜れだ」
- 『ヒーリングっど♥プリキュア』後期エンディングテーマ カップリング曲「Let's手と手でキュン！」
- 『映画 プリキュアミラクルリープ みんなとの不思議な1日』テーマソング「Circle Love〜サクラ〜」
- ベストアルバム『MY toybox〜Rie Kitagawa プリキュアソングコレクション〜』
- 『ヒーリングっど♥プリキュア』 ボーカルベストアルバム「シェアして！プリキュア〜Rie Kitagawa Ver.〜」
- 『映画 ヒーリングっど♥プリキュア ゆめのまちでキュン!っとGoGo!大変身!!』 挿入歌「Grace Flowers」
- 『トロピカル〜ジュ！プリキュア』 ボーカルアルバム 〜トロピカる！MUSIC BOX〜「Brave Parade」「CLAP!〜勇気を鳴らせ〜」（共にコーラス参加）「CLAP!〜勇気を鳴らせ〜 Remix for Rie Kitagawa」
- 『トロピカル〜ジュ!プリキュア』後期エンディングテーマ「あこがれ Go My Way!!」
- 『デリシャスパーティ♡プリキュア』後期エンディングテーマ カップリング曲「NO PRIDE, NO LIFE!」
- 『わたしだけのお子さまランチ』 主題歌「レッツ！ fun fun time!」
- 『ひろがるスカイ!プリキュア』オープニングテーマ 「ひろがるスカイ！プリキュア 〜Hero Girls〜」（コーラス参加）
- 『ひろがるスカイ！プリキュア』 ボーカルアルバム 〜FLY TOGETHER!!!!!〜「Daybreak song」
- 『映画 プリキュアオールスターズF』挿入歌「All for one Forever」
- 『わんだふるぷりきゅあ!』ボーカルアルバム 〜We are わんだふる!!!!〜「CLAP & CHANT!〜アイノウタ〜」
- 『わんだふるぷりきゅあ!ざ・むーびー! ドキドキ♡ゲームの世界で大冒険!』挿入歌「大好きのキズナ」
- 『魔法つかいプリキュア!!〜MIRAI DAYS〜』オープニングテーマ「Dokkin♢魔法つかいプリキュア!!Part3〜MIRAI DAYS〜」

### その他
- 2018年 カゴメ創業120周年記念ソング「進めカゴメ」[46]
- 2020年 『Culture Crossroads』BGM（NHK WORLD）[46]
- 2022年 角松敏生『MILAD #1』『MILAD #2』デュエット・コーラス参加